# ОШ „Јован Микић” Суботица
ОШ „Јован Микић” u Суботици је државна образовна установа, која је почела са радом 1945. године. Носи име по Јовану Микићу Спартаку, атлетичару и учеснику Олимпијских игара у Берлину, који је као борац НОР-а погинуо приликом ослобађања Суботице 11. октобра 1944. године.
Школске 1953/54. године, школа је проглашена осмогодишњом и добија данашње име. Изградња садашње зграде школе започета је 1958. године, а отворена 13. маја 1959. године. То је била нова школа са добро опремљеним кабинетима без фискултурне сале која од самог почетка важи за једну од цењених школа у граду, о чему говоре бројне награде и признања. Сеоба ученика била је током маја 1960. године. Фискултурна сала је изграђена 1973. године, која уз мале адаптације функционише и дан данас.
Школа је 10. октобра 1985. године за изузетне резултате на пољу васпитно-образовног рада добила Октобарску награду града Суботице која је додељења одлуком Скупштине општине Суботица. 